# Stenogobius polyzona
Stenogobius polyzona és una espècie de peix de la família dels gòbids i de l'ordre dels perciformes.

## Morfologia
- Els mascles poden assolir 15 cm de longitud total i les femelles 6,6.[1][2]

## Hàbitat
És un peix de clima tropical i demersal.

## Distribució geogràfica
Es troba a Madagascar i Reunió.

## Observacions
És inofensiu per als humans.